# نيكولاس آير
نيكولاس آير (بالإسبانية: Nicolás Ayr)‏ هو لاعب كرة قدم أرجنتيني في مركز الدفاع، ولد في 11 أكتوبر 1982 في لابلاتا في الأرجنتين. لعب مع ديبورتيفو كوينكا.